# 6875 Golgi
A 6875 Golgi (ideiglenes jelöléssel (6875) 1994 NG1) a Naprendszer kisbolygóövében található aszteroida. Eleanor F. Helin fedezte fel 1994. július 4-én.